# ジュール・セザール・スカリジェ

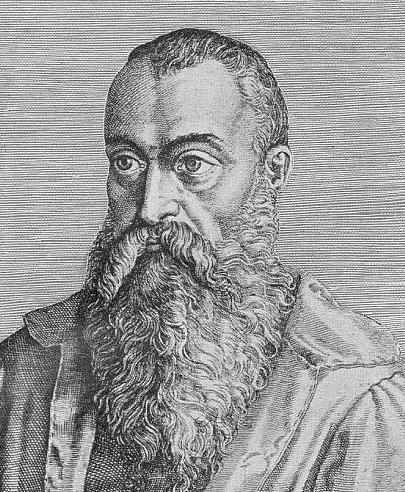
ジュール・セザール・スカリジェ（ユリウス・カエサル・スカリゲル）

ジュール・セザール・スカリジェ（Jules César Scaliger, 1484年4月23日-1558年10月21日）は、フランスの医師、哲学者、文法学者。
イタリア出身で、イタリア語名をジュリオ・チェーザレ・デッラ・スカーラ (Giulio Cesare della Scala)、本名をジュリオ・ボルドーニ(Giulio Bordoni)といった。ラテン語名はユリウス・カエサル・スカリゲル (Julius Caesar Scaliger)。
ルネサンス期におけるいわゆる「万能人」の一人と位置付けうる博学多才の人物であったが、その名声は主に文法学の分野で形成された。人文主義者ジョゼフ・ジュスト・スカリジェ（ヨセフス・ユーストゥス・スカリゲル）の父。

## 生涯
1484年にパドヴァで細密画（ミニアチュール）画家ベネデット・ボルドーニの子として生まれた。後年、本人はヴェローナの名家ラ・スカーラ(La Scala)の流れを汲んでいると主張していた（スカリジェという変名は、この主張に由来する）。資料によってはヴェローナのガルダ湖北端の町で生まれたとあり、これ出身地をヴェローナとするとこの主張の意味が解釈はできる。
パドヴァ大学で古典文学を学んだ後、20年ほどイタリア北部を転々としていたようである。
英語版wikipediaによると1496年親戚である皇帝マクシミリアン1世のもとに従軍。17年間従軍し、ソルジャーとしてまた船長として活躍したようである。1499年のルイ12世のフランス侵攻の際、ミラノ公のイル・モーロがマクシミリアンのもとに亡命し、フランスとの反撃を企てていた時期であり、この頃のマクシミリアンはイタリアへ関心があった。
また、マクシミリアン1世は芸術保護にも熱心で、最終的に1512年には本格的なアルブレヒト・デューラーのパトロンとなる（1519年医はデューラーはマクシミリアンの肖像を描く）。その際、スカリジェはデューラーのもとで学んだようである。
1512年、神聖同盟戦争（カンブレー同盟戦争）のラヴェンナの戦いで、父と兄が亡くなるも、スカリジェは活躍して表彰される。この戦争はフランスに対抗して、神聖同盟（教皇、神聖ローマ、スペイン、ヴェネツィア）が戦ったもので、ブレシアに侵攻した際はタルタリアが致命傷を受けている。その後、ラヴェンナに侵攻し、フランスが勝つも軍司令官が亡くなり退却した戦争である。そのため、ここでイタリアにスカリジェは戻ったのかもしれない。
本人によれば、神聖ローマ皇帝やフランス王（フェラーラ公のもとという資料もある）のもとで従軍経験があったものの、痛風の発症によって軍務を離れたとのことであるが、事実関係は定かでない。その後、ヴェローナ（ボローニャ大学でも）で医学を学んだようである。
1525年にアンジェロ・デッラ・ロヴェーレ (Angelo della Rovere, Antoine de La Rovère) がアジャン司教に任命された際に、司教に随行する形でフランス入りした。司教附きの医師としてアジャンに居を定め、3年後にアンディエット・ド・ラ・ロック・ルーブジャック（Andiette de La Roque Loubejac, 姓の表記には若干の揺れがある）と結婚した。アンディエットとの間には、ジョゼフ・ジュスト（第10子）を含む15人の子供をもうけた。
どういう接点によったものかは定かではないが、若かりし頃のフランソワ・ラブレーやノストラダムス（おそらく1531年に招き、ノストラダムスは教えを受けたという）をアジャンに招いたこともあった。ただし、その親交は長くは続かなかった。一因として、スカリジェの性格上の問題点が指摘されている。彼は博学多才の一方で、自身の能力に対する自負心が並外れていた。また、敵対者には容赦なく痛罵を浴びせるなど、いささか気難しい性格で知られていたのである。
彼は当時の著名な知識人たちに対抗心を燃やしたが、とりわけキケロのラテン語論をめぐって、エラスムスと活発な論争を展開した。
1531年、『Oratio pro Cicerone contra Erasmum（エラスムスのキケロ批評について）』出版。エラスムスの1528年『Ciceronianus』（キケロ主義者）を批判した著作。エラスムスの著作はキケロはキリストが生まれる前の人であるため、ラテン語などが聖書を翻訳する言語として適しているのかも論じた。ただし、スカリジェの批判はかならずしもエラスムスの論説の要点を得ていないという意見もある。エラスムス自身もこの批判には答えていない。
エラスムスはキケロの古典的記憶術を再興、発展させた側面もある。
1557年、『Exotericarum Exercitationes（顕教的演習）』を出版。カルダーノの『De subtilitate（精妙さについて）』を批判した著作。この著作においては自然史的なアプローチをして、百科事典のような知識を披露し、長い間人気を得たようである。カルダーノは、単一原理である霊魂が秩序を生み出すと考えていた。特に霊魂と熱を同一視し、熱は非物質的なもので、天から与えられたもので、それによって霊魂が与えられるため、世界は単一的な原理から解釈できるとしていた。しかし、スカリジェは熱は物質的なものであり、さらに単一論で解釈すると観察される経験的な事実を説明できないとして批判した。またカルダーノはプラトン主義の亜種であるとも断じ、アリストテレス主義をゆるがそうとする側面も批判。

## 三一致の法則
古代ギリシアの哲学者アリストテレスは、著書『詩学』において、優れた詩的表現の条件として「筋の一致」の必要性を説いていた。16世紀のルネサンス活動により、この『詩学』の一節もまた「再発見」されたが、スカリジェらイタリア人文法学者はこれに独自解釈を加え、『優れた演劇には「筋の一致」と、さらに「時間の一致」「場の一致」が必要である』と提唱した（三一致の法則）。これは演劇表現に対し、一日（時間の一致）で、場所を変えず（場の一致）、主筋のみを行う（筋の一致）という制約を加えるものであった。しかしこの原則は扇情的だが取り留めのないメロドラマが氾濫していたフランスに受け入れられ、特にフランスの詩人ニコラ・ボアローが古典主義文学として『詩法』にまとめたことで、17世紀のフランス古典演劇にとって重要な原則となる。これによってフランス古典演劇はコルネイユ、ラシーヌ、モリエールらを中心に発展したが、後には規則を破るコルネイユの試みにより「ル・シッド論争」が引き起こされる要因となった。

## 主な作品
- De causis linguae latinae, Lyon, 1540 - 哲学的な文法論。
- De subtilitate, ad Cardanum, Paris, 1557 - ジェロラモ・カルダーノの De Subtilitate を攻撃した書。
- Poetices libri VII, Lyon, 1561 - 詩の起源と目的を論じ、最も有名な詩人たちを概観した書。
- Poemata, Genève, 1574 - ラテン語詩集。